# Флотацијске машине
Флотацијске машине су централни уређаји у процесу филтрирања, односно уређаји у којима се остварује основни акт флотацијске концентрације. Унутар флотацијских машина се, по правилу, врши колектирање минерала, аерација пулпе и левитација комплекса минерално зрно - ваздушни мехурић. Управо из ове намене проистичу и карактеристике које добра флотацијска машина треба да има: 
- у хидродинамичком погледу, треба да све честице држи у суспендованом стању на свим нивоима и деловима ћелије одржавајући пулпу у тзв. стабилном стању, при чему пролазак пулпе кроз машину и одношење минерализоване пене треба да буде континуално и слободно,
- у аерацијском погледу, треба да обезбеди потпуну дисперзију довољне количине (1,6 - 6 m3/m3 мин) ваздушних мехурића потребне величине (2 mm) по целој машини,
- у механичком погледу, треба да буде робусна, отпорна на абразивно и корозивно дејство пулпе и реагенаса, са могућношћу једноставне регулације протока и нивоа пулпе у ћелијама.[1]

## Подела флотацијских машина
У односу на облик суда у којем се врши флотирање, флотацијске машине се деле на: коритасте, коморне и колонске.
Код коритастих флотацијских машина, као што им само име каже, суд има облик корита, које је (најчешће) издељено попречним преградама формирајући тако ћелије при чему свака ћелија има свој механизам за стабилизацију и аерацију пулпе. Проток пулпе кроз корито је слободан.
Код коморних флотацијских машина комора је издељена у више ћелија које чине низ. Течење пулпе кроз коморе може бити слободно и принудно.
Колонске флотацијске машине (скраћено, колоне) представљају вертикални суд унутар којег се стабилизација и аерација врши посебним инјекторским системом убацивања ваздуха. Колоне се не деле на ћелије, а једна колона може да мења више десетина ћелија.
У односу на начин обезбеђења потребних хидродинамичких и аерацијских ефеката флотацијске машине се могу поделити на:
1. механичке флотацијске машине
2. пнеуматско - механичке (пнеумомеханичке) флотацијске машине
3. пнеуматске флотацијске машине

### Механичке флотацијске машине
Код механичких флотацијских машина стабилност и аерација пулпе се обављају механички преко тзв. блок-импелера, који је смештен у централни део флотацијске ћелије. Блок - импелер се састоји из непокретног (статор) и покретног (импелер) дела. Вратило на којем се налази ротор је смештено у ширу цев кроз коју се при врху ћелије усисава ваздух и у коју се при дну уводи пулпа. Обртањем импелера меша се пулпа и кроз посебне отворе у блок-импелеру избацује у ћелију. Радом импелера у простору испод статора ствара се потпритисак довољан да изазове усисавање ваздуха. Ваздух пролази кроз блок-импелер где се разбија на ситне мехуриће и заједно са пулпом одлази у ћелију.

### Пнеуматско - механичке флотацијске машине
Пнеуматско - механичке флотацијске машине се одликују стабилизацијом пулпе механичким путем (преко импелера) и удувавањем ваздуха пнеуматским машинама (дуваљкама). 
Удувавање ваздуха врши се дуваљкама под малим притиском (око 0,3 bar). Иѕ постројења дуваљки ваѕдух се доводи централним цевоводом из којег се одвајају цеви мањег пречника до сваке ћелије. У ћелију се ваздух уводи у централно постављену вертикалну цев (кроз коју пролази и вратило импелера) која га води и усмерава на импелер. Дисперзија удуваног ваздуха обавља се деловањем импелера и статора, слично као код машина са усисавањем ваздуха. 

### Пнеуматске флотацијске машине
Пнеуматске флотацијске машине се одликују коришћењем компримованог ваздуха не само за аерацију већ и за стабилизацију флотацијске пулпе унутар ћелије. Конвенционални типови пнеуматских флотацијских машина имају корито или ћелију унутар које се кроз порозно дно или преко ерлифта (аерлифт) убацује компримовани ваздух.